# Zamek Münzenberg
Zamek Münzenberg (niem. Burg Münzenberg) – średniowieczny dwuwieżowy zamek w mieście Münzenberg w Hesji (Niemcy).

## Historia
Dokładna data budowy zamku nie jest znana, wiadomo jednak, że w połowie XII w. Konrad II. von Hagen-Arnsburg nabył od opactwa w Fuldzie górę Münz. Góra porośnięta była jedynie dzikimi zaroślami i miętą i idealnie nadawała się do budowy zamku. Jego syn, Kuno I zaplanował i zlecił budowę zamku, który wzorowany był na budowlach wielkich rodów szlacheckich, z akcentem na elementy reprezentacyjne. Kuno już w 1165 roku nosił nazwisko von Münzenberg, co sugeruje, że w tym czasie nastąpiło przeniesienie dworu z Arnsburga na zamek Münzenberg.
Na przestrzeni wieków zamek był w posiadaniu różnych rodów niemieckich, między innymi: Hanau, Falkenstein, Eppstein czy Solms. W 1935 roku zamek przeszedł na własność kraju związkowego Hesja i został udostępniony dla zwiedzających.

## Architektura
Zamek zbudowany jest na bazaltowym wzgórzu w kształcie owalu rozciągającego się na linii wschód-zachód. Otoczony jest dwoma pierścieniami murów, przy czym o pierścień wewnętrzny opierają się budynki zamku: od południa dwuczęściowy romański pałac, kaplica z przejazdem bramnym i zabudowania gospodarcze, od północy część mieszkaniowo-użytkowa wybudowana przez Falkensteina. Nad zamkiem górują dwie wysokie baszty umiejscowione we wschodnim i zachodnim łuku muru. Drugi pierścień murów - zewnętrzny - także wzmocniony jest basztami, we wschodniej części muru umiejscowiona jest brama. Na południowy wschód od bramy wjazdowej, na równinie u podnóża wzgórza zamkowego, leży przedzamcze, które również było chronione murem. Na zachód od przedzamcza znajduje się park wraz z własnym murem ochronnym rozciągającym się do granic miejscowości Münzenberg.
Ze względu na charakterystyczne dwie wieże wznoszące się nad owalnym kształtem murów, zamek popularnie zwany jest kałamarzem.

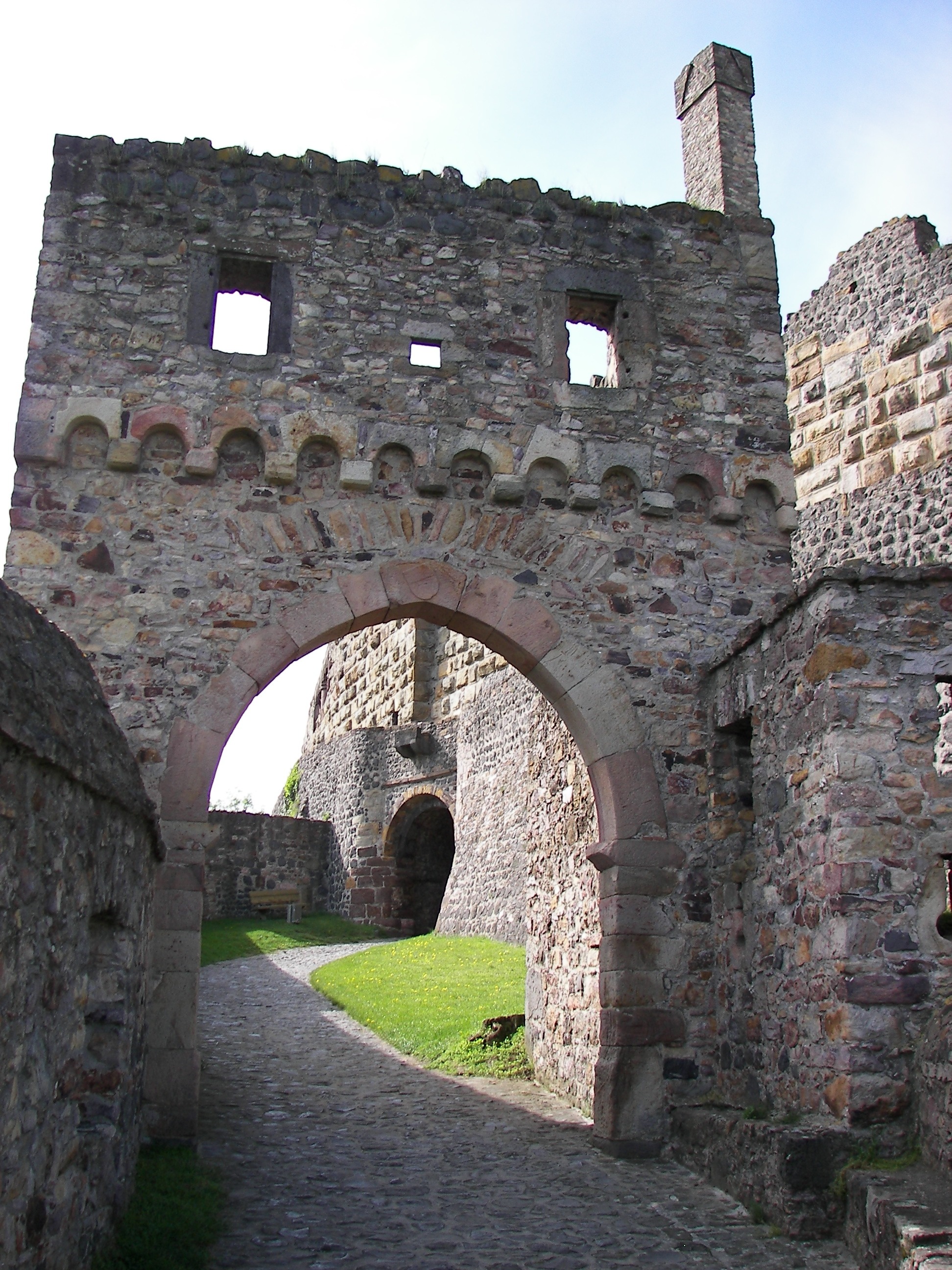
Wejście z herbem Münzenberg (agrafa)
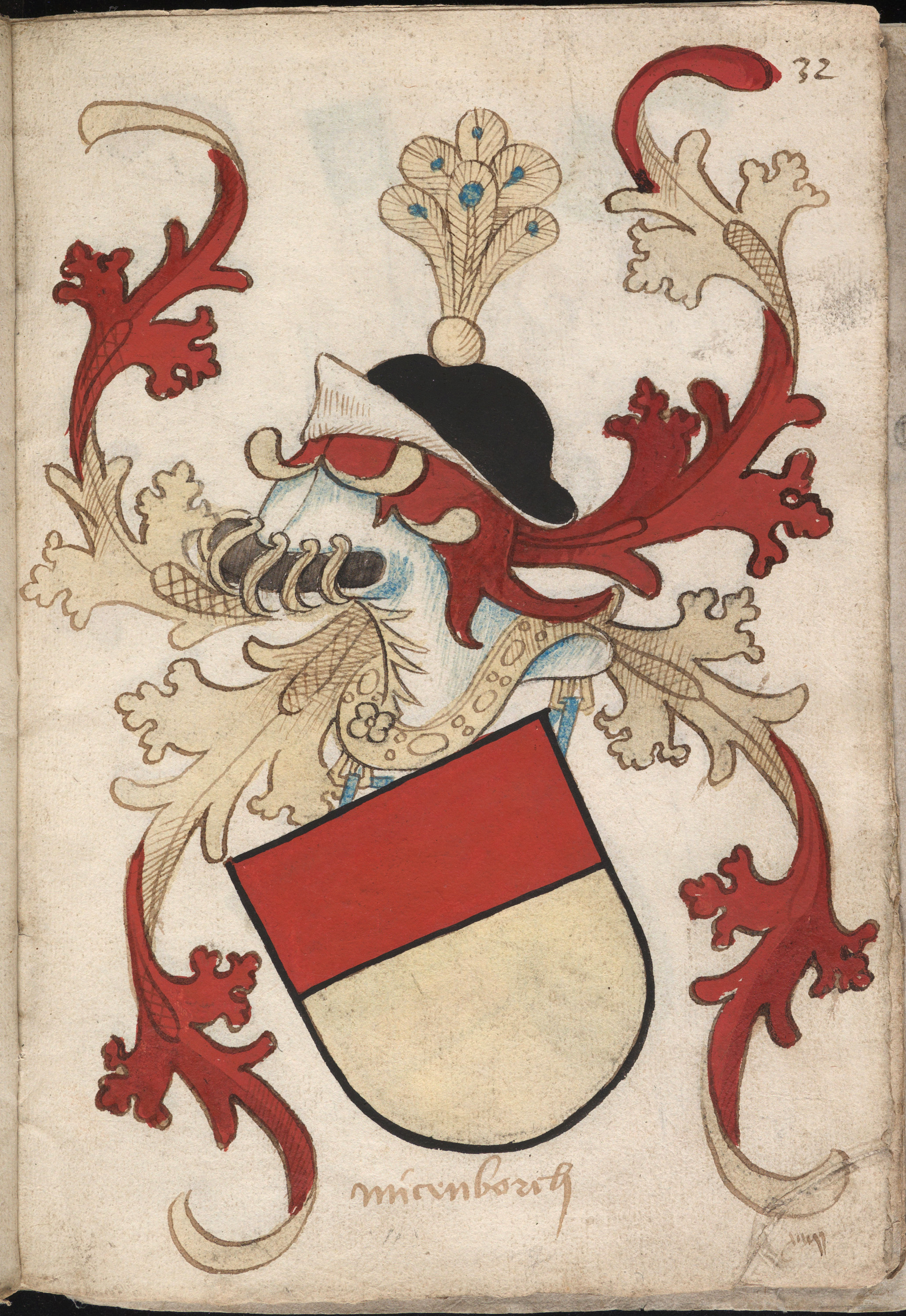
Herb von Münzenberg

## Literatura
- Günther Binding: Burg Münzenberg : Eine staufische Burganlage. Bonn: Bouvier, 1965. (niem.).